# Élections professionnelles de 2018 dans la fonction publique française
Les élections professionnelles de 2018 dans la fonction publique française se tiennent entre le 29 novembre et le 6 décembre 2018.
Les règles de représentativité syndicale qui s'appliquent sont celles issues de la loi du 5 juillet 2010.
Les agents publics seront appelés à voter pour choisir leurs représentants du personnel siégeant dans les organismes consultatifs de la fonction publique : comités techniques (CT), commissions administratives paritaires (CAP) et commissions consultatives paritaires (CCP). Dans le cadre du renouvellement général des instances, seront également renouvelés les mandats des représentants des comités d’hygiène,de sécurité et des conditions de travail (CHSCT) ainsi que des conseils supérieurs (CSFPE, CSFPT, CSFPH et CCFP).

## Contexte
Ces élections se déroulent dans un contexte de réforme en profondeur de la fonction publique et du cadre statutaire des agents publics. Ouverte par le gouvernement en février 2018, la concertation engagée avec les organisations syndicales doit aboutir à la prestation d’un projet de loi en 2019. 
La réforme en cours de la fonction publique est structurée autour de quatre axes : la rénovation des instances de dialogue social, le recours accru aux contractuels, le développement de la rémunération au mérite et la mise en place de  mesures d’accompagnement des mobilités et des transitions professionnelles.

## Situation issue des scrutins de 2014
| Ensemble de la fonction publique | Ensemble de la fonction publique | Fonction publique de l'État | Fonction publique de l'État | Fonction publique territoriale | Fonction publique territoriale | Fonction publique hospitalière | Fonction publique hospitalière |
| Syndicats                        | %                                | Syndicats                   | %                           | Syndicats                      | %                              | Syndicats                      | %                              |
| -------------------------------- | -------------------------------- | --------------------------- | --------------------------- | ------------------------------ | ------------------------------ | ------------------------------ | ------------------------------ |
| CGT                              | 23,1                             | FO                          | 17,0                        | CGT                            | 29,5                           | CGT                            | 32,1                           |
| CFDT                             | 19,2                             | FSU                         | 15,6                        | CFDT                           | 22,3                           | CFDT                           | 24,8                           |
| FO                               | 18,6                             | UNSA                        | 14,8                        | FO                             | 17,7                           | FO                             | 23,8                           |
| UNSA                             | 10,3                             | CFDT                        | 14,0                        | UNSA                           | 8,2                            | Solidaires                     | 8,5                            |
| FSU                              | 8,0                              | CGT                         | 13,4                        | FA-FPT                         | 6,7                            | UNSA                           | 4,6                            |
| Solidaires                       | 6,8                              | Solidaires                  | 9,0                         | CFTC                           | 3,5                            | CFTC                           | 2,9                            |
| CFTC                             | 3,3                              | CFE-CGC                     | 5,4                         | Solidaires                     | 3,5                            | CFE-CGC                        | 0,5                            |
| CFE-CGC                          | 2,9                              | CFTC                        | 3,3                         | FSU                            | 3,3                            | FGAF                           | 0,4                            |
| FA-FPT                           | 2,6                              | FGAF                        | 2,6                         | FGAF                           | 1,9                            | FA-FPT                         | 0,3                            |
| FGAF                             | 1,9                              | FA-FPT                      | 0,1                         | CFE-CGC                        | 1,3                            | FSU                            | -                              |
| Autres                           | 3,3                              | Autres                      | 4,9                         | Autres                         | 2,1                            | Autres                         | 2,1                            |

## Résultat des scrutins de 2018
| Ensemble de la fonction publique | Ensemble de la fonction publique | Fonction publique de l'État | Fonction publique de l'État | Fonction publique territoriale | Fonction publique territoriale | Fonction publique hospitalière | Fonction publique hospitalière |
| Syndicats                        | %                                | Syndicats                   | %                           | Syndicats                      | %                              | Syndicats                      | %                              |
| -------------------------------- | -------------------------------- | --------------------------- | --------------------------- | ------------------------------ | ------------------------------ | ------------------------------ | ------------------------------ |
| CGT                              | 21,8                             | FO                          | 17,1                        | CGT                            | 28,8                           | CGT                            | 31,4                           |
| CFDT                             | 19,0                             | FSU                         | 16,3                        | CFDT                           | 22,6                           | FO                             | 24,7                           |
| FO                               | 18,1                             | UNSA                        | 15,9                        | FO                             | 16,1                           | CFDT                           | 24,1                           |
| UNSA                             | 11,2                             | CFDT                        | 13,8                        | UNSA                           | 8,2                            | Solidaires                     | 8,4                            |
| FSU                              | 8,6                              | CGT                         | 12,1                        | FA-FPT                         | 7,1                            | UNSA                           | 5,6                            |
| Solidaires                       | 6,4                              | Solidaires                  | 7,6                         | Solidaires                     | 4,0                            | CFTC                           | 2,4                            |
| CFE-CGC                          | 3,5                              | CFE-CGC                     | 6,1                         | FSU                            | 3,8                            | CFE-CGC                        | 0,6                            |
| FA-FPT                           | 3,4                              | CFTC                        | 2,7                         | CFTC                           | 3,5                            | FA-FPT                         | 0,5                            |
| CFTC                             | 2,9                              | FA-FPT                      | 1,8                         | CFE-CGC                        | 1,5                            | FGAF                           | 0,4                            |
| FGAF                             | 0,3                              | FGAF                        | 0,3                         | FGAF                           | 0,3                            | FSU                            | -                              |
| Autres                           | 4,7                              | Autres                      | 6,4                         | Autres                         | 4,2                            | Autres                         | 1,8                            |

Dans l'ensemble les résultats sont relativement stables par rapport aux élections de 2014, les syndicats spécifiques à la fonction publique progressant légèrement au détriment des centrales généralistes.
La principale conséquence de ces élections est la réduction de l'écart entre CGT et CFDT, qui permet à cette dernière de revendiquer la place de premier syndicat de France en tenant compte des résultats du secteur privé.